# Kiridasi Misaki
Kiridasi Misaki är en udde i Antarktis. Den ligger i Östantarktis. Norge gör anspråk på området.
Terrängen inåt land är platt åt nordost, men söderut är den kuperad. Havet är nära Kiridasi Misaki åt nordväst. Trakten är obefolkad. Det finns inga samhällen i närheten. 